# Eszperantáliák
Az eszperantáliák (eszperantó nyelven: esperantalioj) közterületen vagy onnan látható helyen, illetve közintézményben elhelyezett, eszperantistáknak vagy eszperantó szervezeteknek, eseményeknek, alkotásoknak állított, elmozdíthatatlannak szánt emlékek, képző- és iparművészeti alkotások. Eszperantália lehet például szobor, emlékmű, dombormű, emléktábla, emlékkő, építménydíszítő elem, síremlék, díszburkolat vagy maradandó anyagból készült tájékoztató szöveg.
Nem sorolják ide önmagukban az eszperantó vonatkozású földrajzi neveket, például hegyek, források, városrészek, utcák eszperantó nyelvvel vagy mozgalommal kapcsolatos neveit, de természetesen ide tartoznak az ezeknél elhelyezett illetve ezekre vonatkozó eszperantó vonatkozású emléktáblák, tájékoztató táblák.

## Indok
Az eszperantália kifejezés dr. Rátkai Árpád szegedi eszperantista újítása. Szerzője szerint az esetek többségében az eszperantáliák felirataiban semmi nem utal azok eszperantó vonatkozásaira. Ez esetenként még az eszperantisták által állított Zamenhof vagy Kalocsay emlékművekre is igaz, noha azokat kizárólag az eszperantóval kapcsolatos érdemeik miatt állították. Akkor járunk el tehát helyesen, ha az összes, eszperantistáknak állított emléket számon tartjuk. Ezek összefoglaló megnevezésére alkotta meg az eszperantália kifejezést.
Mindemellett maga Rátkai is csak azokat az eszperantistáknak a síremlékét tekintette eszperantáliának, akiknek érdemeik miatt egyéb emléket is állítottak, vagy különleges sírhelyet kaptak (pl. templomot vagy neves képzőművész alkotását). Ezzel úgy vélte, hogy a szubjektivitás veszélye nélkül elkerülhető a lista abszurditásig történő bővítése.
Az eszperantó mozgalom kezdetben csak a Zamenhof személyével és az eszperantóval kapcsolatos emlékeket tartotta számon, zeo néven. Ezzel szemben az eszperantáliák körébe besorolható az összes eszperantistákkal kapcsolatos emlék. Tágan értelmezhető az eszperantista fogalma is: az eszperantó mozgalom előzményének tekintett volapük mozgalom képviselői éppen úgy ide tartoznak, mint idisták. Ezt az említett mozgalmak közötti személyi fluktuáció is indokolja: például Szentkatolnai Bálint Gábor nem csak az első magyarországi eszperantista volt, hanem az első hazai idista is. Ugyanakkor sokan életüknek csak egy bizonyos szakaszában foglalkoztak az eszperantóval. Nem ritka az olyan életpálya, amelynek hőse a fiatalkori eszperantista tevékenységet követően akár évtizedeken át távol maradt a mozgalomtól, majd ismét nagyon intenzív eszperantista tevékenységbe kezdett, mint például Bárczi Géza vagy Korach Mór akadémikusok.
Az eszperantó nyelv szempontjából Lazar Markovics Zamenhof, Baghy Gyula, Kalocsay Kálmán, Szerdahelyi István és Lengyel Pál a legjelentősebbek azok közül, akiknek emléket állítottak. Ők tagjai voltak az Eszperantó Akadémiának is. A mozgalomszervezők, vezetők közül a mártírhalált halt Takács József, továbbá Baghy Gyula a legjelentősebbek. A tudósok közül Simonyi Zsigmond, Giesswein Sándor, Bárczi Géza és Korach Mór tevékenysége befolyásolta jelentősen a mozgalom történetét. Zamenhof, Kalocsay Kálmán, Baghy Gyula, Bárczi Géza és Hules Béla nevével az eszperantó irodalom történetében találkozhatunk.
Az eszperantó szervezetek vezetői közül emléket állítottak magyar és a svéd országos egyesületek elnökeinek. Tisztségviselésük sorrendjében Giesswein Sándor (1911–1923), Karinthy Frigyes (1932–1938), Kalocsay Kálmán (1938–1941), Palkó Sándor (1949–1950), Baghy Gyula (1955–1965), illetve a svéd Valdemar Langlet (1906–1911) elnöknek, továbbá a munkás-eszperantista egyesület elnökének, Kossa Istvánnak (1945–1947).
A magyarországi idisták közül Schulek Frigyes, az exeszperantista Barabás Ábel, Schulek Frigyes, továbbá az eszperantóhoz átpártoló exidista Babits Mihály szerepel a listán. Johannes Amos Comenius azért szerepel a listán, mert már két évszázaddal Zamenhof előtt kidolgozta a nemzetközi nyelv elméletét.
A névsorban szereplők foglalkozását tekintve is igencsak tarka az összkép. Van közöttük filozófus (Erdey), magántisztviselő (Tolnainé), magyar író (Karinthy), meteorológus (Réthly), műfordító (Babits, Vikár), nyelvész (Bálint, Bárczi, Simonyi), nyomdász (Lengyel, Palkó), olasz író (Marcello Cora alias Korach Mór), orvos (Kalocsay, Takács, Zamenhof), pápai prelátus (Giesswein), pedagógus (Farkas, Mihalik), püspök (Comenius), szabómunkás (Kulich), szakszervezeti vezető (Hámán, Kossa), színész (Baghy) és rendőrkapitány, szobrász (Schulek), távírda- és postatiszt (Robicsek), teológus (Kiss), újságíró (Langlet), vasmunkás (Kilián), vegyész (Korach), vezérkari tiszt (Stromfeld), villamos-kalauz (Kossa), és zeneszerző (Vándor).
A nekik állított emlékek nem tesznek említést közéleti szerepükről sem. Három országgyűlési képviselő volt közöttük (Giesswein, Kossa, Palkó). Közéleti-politikai irányultságukat tekintve volt közöttük szabadkőműves (Vikár), irredenta (Mihalik), keresztényszocialista (Giesswein), szociáldemokrata (Stromfeld, Vándor) és szociáldemokratából lett kommunista (Hámán, Kilián, Kossa, Kulich, Palkó, Robicsek, Szalai). Életének nagy részét emigrációban élte le Comenius, Korach és Robicsek. Hazájától távol hunyt el Comenius, Robicsek, valamint Dunába lőtt Farkas, a háborúban eltűnt Kilián és a Dachauban meggyilkolt Kulich.
Az ellenforradalmi rendszer áldozatai közül Hámán Katónak, fasizmus áldozatai közül Kulich Gyulának, Takács Józsefnek és Vándor Sándornak, a sztálinista önkény áldozatai közül Szalai Andrásnak állítottak emlékeket, ám csupán Takácsnál van utalás arra, hogy eszperantista volt. Ugyancsak megörökítették az üldözötteket mentő Kalocsay Kálmán, Valdemar Langlet, Mihalik József és Szalai András emlékét, noha ilyen tevékenységükre csak Langlet esetében van utalás.
A fegyveres ellenállás hősei közül szobrot kapott az 1945-ben meggyilkolt Farkas Imre, valamint az ejtőernyős bevetésen 1943-ban eltűnt Kilián György. Az ellenállók közül a kivégzés elől Milánóban 1944-ben véletlenül megmenekült Korach Mórnak domborművet állítottak.
Két nő van a között a harminckét személy között, akinek emléket állítottak: Hámán Kató és Tolnainé Göndör Rózsi.
A rendszerváltást követően egyes településeken, illetve budapesti kerületekben elmozdították helyéről az antant 1919-es támadásával szembeszegülő Stromfeld, az ellenforradalmi rendszerben agyonvert Hámán, a háborúellenes megmozdulásokat szervező Kulich, a Lengyelországban elesett Kilián, valamint a szovjet csapatokhoz menekült Kossa emlékére állított eszperantáliákat. Egy-egy emlékük szoborkertbe került, néhányról pedig viták dúlnak. Az egyes személyek történelmi szerepének értékelésétől függetlenül azonban az eszperantó mozgalomban szakmai, tudományos, katonai, politikai vagy vallási tevékenységüktől függetlenül, mint eszperantistákat tartják számon őket.
A kilencvenes években színesfém-tolvajok számos bronz-emléket elloptak, köztük két Zamenhof-, két Kulich- és egy Stromfeld-szobrot, illetve emléktáblát. Rátkai listáján ezek is szerepelnek, bár alig remélhető, hogy valaha is előkerülnek.
Az eszperantáliák összességükben ha nem is hiánytalan, de elég jellemző képet adnak a több mint százéves magyarországi eszperantó mozgalom kiemelkedő személyiségeiről csakúgy, mint az ő emléküket megörökítő huszadik századi törekvésekről.

## Adatszolgáltatók
- Alföldy Zoltán (Hatvan)
- Csiszár Ada (Budapest)
- Csiszár Gábor (Budapest)
- Dömötör Lajosné dr. (Veszprém Egyetemi Levéltár)
- Faragó Katalin (Hódmezővásárhely)
- Farkas Balázsné (Pázmány Péter Katolikus Egyetem)
- Farkas Julianna dr. (Budapest)
- Felső Pál dr. (Pécs)
- Felsőné Szabó Flóra dr. (Pécs)
- Flender György dr.
- Fődi Katalin (Kiskunhalas)
- G. Nagy Róbert (Dombóvár)
- Goldgruber Árpád (Budapest. VIII. Polgárm. Hiv.)
- Halász József dr. (Miskolc)
- Horváth József dr. (Győr)
- Kiss Horváth Miklós (Kútmúzeum Orosháza)
- Kovács János (Komló)
- Kováts Katalin (Hága)
- Ködmön Károlyné (Tata)
- Kristály Tibor (Komárom)
- Lencsés József (Miskolc Polgárm. Hiv.)
- Mészáros István (Budapest)
- Mihá Erika (Budapest)
- Molnár László (Sárospatak)
- Németh József dr. (Szekszárd)
- Németi Gábor (Hatvan)
- Oláh Szilveszter (Budapest. Rákoshegy)
- Palkó Sándor ifj. (Budapest)
- Paszabi János (Budapest)
- Pásztor Lászlóné (Miskolc)
- Phersy Ferenc (Budapest)
- Próder István (Vegyészeti Múzeum Várpalota)
- Salga Attila dr. (Debrecen)
- Szabóné Vörös Gyöngyi (Veszprém Megyei Könyvtár)
- Szekeres Mihály (Makó)
- Szilvási László (Budapest)
- Tihanyi Péter (Tatabánya)
- Tóth Attila dr. (Szeged)
- Tóth Tamás (Szeged)
- Trnka József (Csolnok)
- Váradi Zsolt (Szeged)
- Varró Sándorné (Budapest)
- Vörös László (Kecskemét)
- Wehner Tibor (Képző- és Iparművészeti Lektorátus).